# Drôle de corrida
Pour plus de détails, voir Fiche technique et Distribution.
Drôle de corrida (Mucho Mouse) est le 108e court métrage d'animation de la série américaine Tom et Jerry réalisé par William Hanna et Joseph Barbera et sorti le 9 septembre 1957 aux États-Unis.